# Przylądek Baranowskiego
Przylądek Baranowskiego (norw. Baranovskiodden) – przylądek na Spitsbergenie, na czole Lodowca Hansa, na północnym wschodzie Zatoki Białego Niedźwiedzia (część fiordu Hornsund). Nazwany przez Norwegów na cześć polskiego glacjologa Stanisława Baranowskiego.